# 泰爾尼夫卡
泰爾尼夫卡（烏克蘭語：Тернівка，羅馬化：Ternivka，發音：[terˈn⁽ʲ⁾iu̯kɐ] ⓘ）， 又按俄语名译为捷爾諾夫卡，是乌克兰第聂伯罗彼得罗夫斯克州巴甫洛赫拉德区泰尔尼夫卡市镇内的城市及该市镇的行政中心，2020年7月18日前为该州的州辖市。該市距離州府聶伯城約96公里，始建於1775年，面积18平方公里，海拔高度111米，2022年人口数量为26,961人。

## 图集

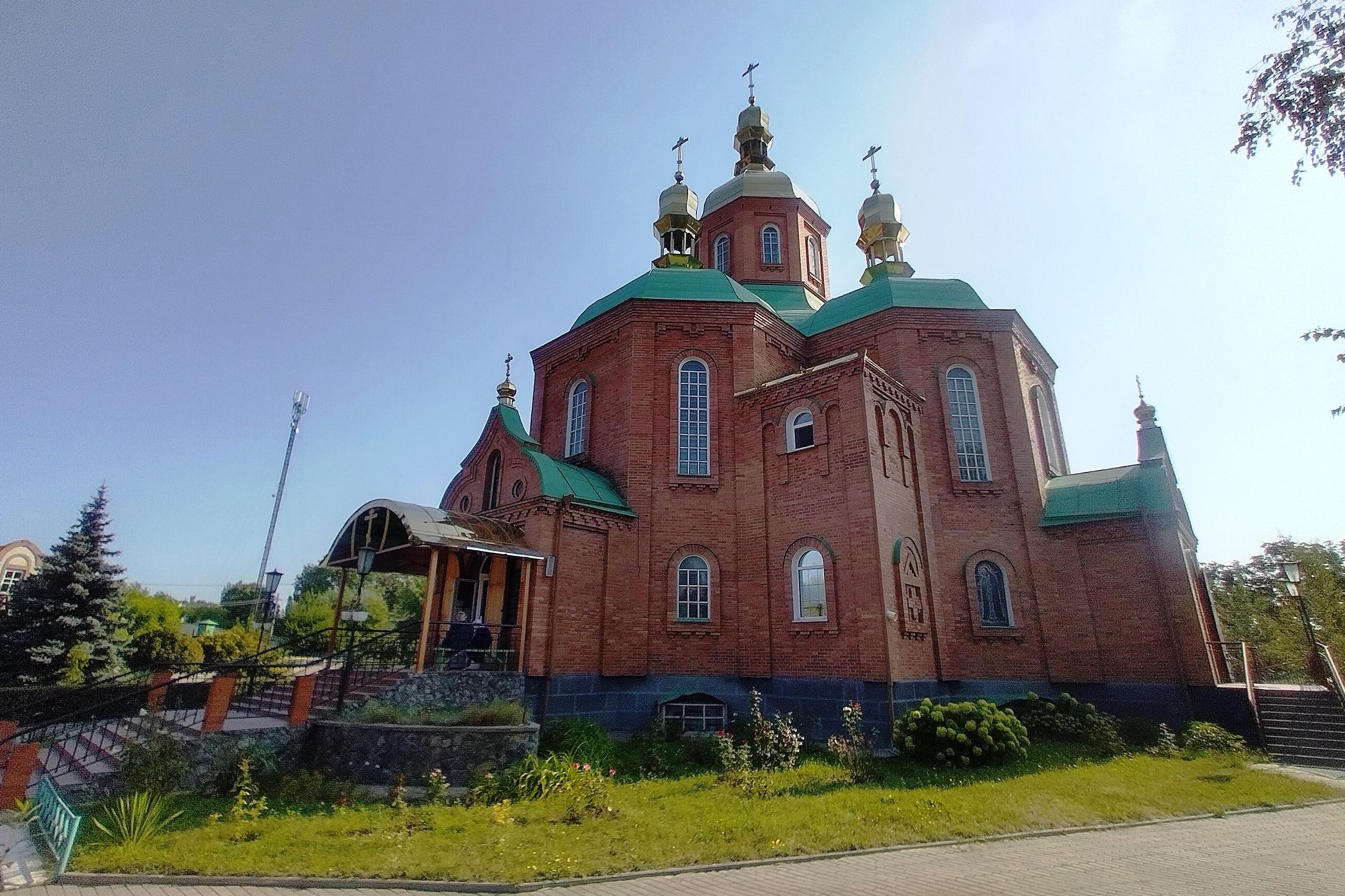

## 備注
1. ↑  俄語：，羅馬化：Ternovka

## 來源
1. ↑  周定国 (编). . . 中国对外翻译出版公司. NLC 003756704.[]
2. ↑  . 北京: 中国地图出版社. 2023. ISBN 9787520431699.
3. ↑  周定国 (编). . . 中国对外翻译出版公司. NLC 003756704.[]
4. ↑   (PDF).   [2023-02-02]. （原始内容存档 (PDF)于2022-08-10）.